# 4e arrondissement (Parijs)
Het 4e arrondissement is een van de twintig arrondissementen van Parijs, gelegen op de rechteroever (Rive Droite) van de Seine. Het heeft een oppervlakte van 1,6 km² en telt circa 27.000 inwoners. Samen met het 1e, 2e en 3e arrondissement vormt het sinds 2020 de territoriale eenheid (secteur) Paris Centre, waarvan het bestuur gevestigd is in de oude mairie van het 3e arrondissement.

## Geografie

### Wijken
Zoals alle arrondissementen, is ook het 4e arrondissement in wijken opgedeeld, in vier quartiers:
- Quartier Saint-Merri
- Quartier Saint-Gervais
- Quartier de l'Arsenal
- Quartier Notre-Dame

Een deel van de wijk Le Marais is eveneens in het 4e arrondissement gelegen, even als een deel van het Île de la Cité en het gehele Île Saint-Louis.

### Pleinen en straten
- Place de l'Hôtel-de-Ville - Esplanade de la Libération
- Place de la Bastille
- Place des Vosges
- Rue de Rivoli

## Geschiedenis
Het Île de la Cité is al bewoond sinds de 1e eeuw v.Chr., toen het werd bezet door de Keltische Parisii-stam. De eerste nederzetting op de rechteroever dateert uit de 5e eeuw.
Sinds het einde van de 19e eeuw telt de wijk Le Marais een aanzienlijke Joodse bevolking, waarbij de Rue des Rosiers het hart van de gemeenschap vormde. Sinds de jaren 1990 heeft de homocultuur zich in de wijk gevestigd, met onder andere talrijke bars en cafés in het gebied bij het stadhuis.

## Bezienswaardigheden
- Stadhuis van Parijs

### Kerken
- Notre-Dame
- Tour Saint-Jacques (alleen de kerktoren)
- Église Notre-Dame-des-Blancs-Manteaux
- Église Saint-Gervais-Saint-Protais
- Église Saint-Louis-en-l'Île
- Église Saint-Paul-Saint-Louis

### Stadspaleizen
- Hôtel de Sens
- Hôtel Lambert
- Hôtel de Lauzun

### Musea, theaters en bibliotheken
- Musée de Notre Dame de Paris
- Crypte archéologique
- Maison de Victor Hugo
- Salon Frédéric Chopin
- Centre Pompidou
- Théâtre de la Ville
- Bibliothèque de l'Arsenal

### Monumenten, kunstwerken en gedenktekens
- Colonne de Juillet (op de Place de la Bastille)
- Strawinsky-fontein (op de Place Igor-Stravinski)
- Paris Mémorial des martyrs de la Déportation
- Shoah Memorial (ter nagedachtenis aan de Holocaust)

### Winkels
- Bazar de l'Hôtel de Ville

## Demografische ontwikkeling
| Jaar | Bevolking | Dichtheid      |
| ---- | --------- | -------------- |
| 1861 | 108.520   | 67.783 inw/km² |
| 1962 | 61.670    | 38.520 inw/km² |
| 1968 | 54.029    | 33.747 inw/km² |
| 1975 | 40.466    | 25.275 inw/km² |
| 1982 | 33.990    | 21.230 inw/km² |
| 1990 | 32.226    | 20.129 inw/km² |
| 1999 | 30.675    | 19.160 inw/km² |
| 2009 | 28.192    | 17.620 inw/km² |
| 2013 | 27.689    | 17.295 inw/km² |

- Bibliothèque nationale de France: cb119643106 (data)
- Gemeinsame Normdatei: 4374571-4
- Système universitaire de documentation: 12910521X
- Virtual International Authority File: 129951022
- WorldCat: E39PBJwHkFftvwJfkcHJYPhvHC